# Roman von Komierowski
Roman von Komierowski (* 15. August 1846 in Komierowo; † 24. Mai 1924 in Posen) war Rittergutsbesitzer, Jurist und Mitglied des Deutschen Reichstags.

## Leben
Komierowski besuchte das Gymnasium in Konitz und studierte Philologie und Rechtswissenschaften an verschiedenen Universitäten. Nach einem längeren praktischen juristischen Vorbereitungsdienst widmete er sich seinem Rittergut in Niezychowo bei Weißenhöhe. Er war Mitglied des Bezirks- und des Kreisausschusses und von 1877 bis 1879 des Preußischen Abgeordnetenhauses.
Von 1876 bis 1884 und von 1887 bis 1903 war er Mitglied des Deutschen Reichstags für die Wahlkreise Regierungsbezirk Posen 7 (Schrimm-Schroda) (1876–84), Posen 9 Krotoschin (1887–90) und Regierungsbezirk Bromberg 5 (Gnesen-Wongrowitz) (1890–1903), jeweils für die Polnische Fraktion.